# Depot (transport)
Dit overzicht is mogelijk incompleet; u kunt helpen door het uit te breiden.

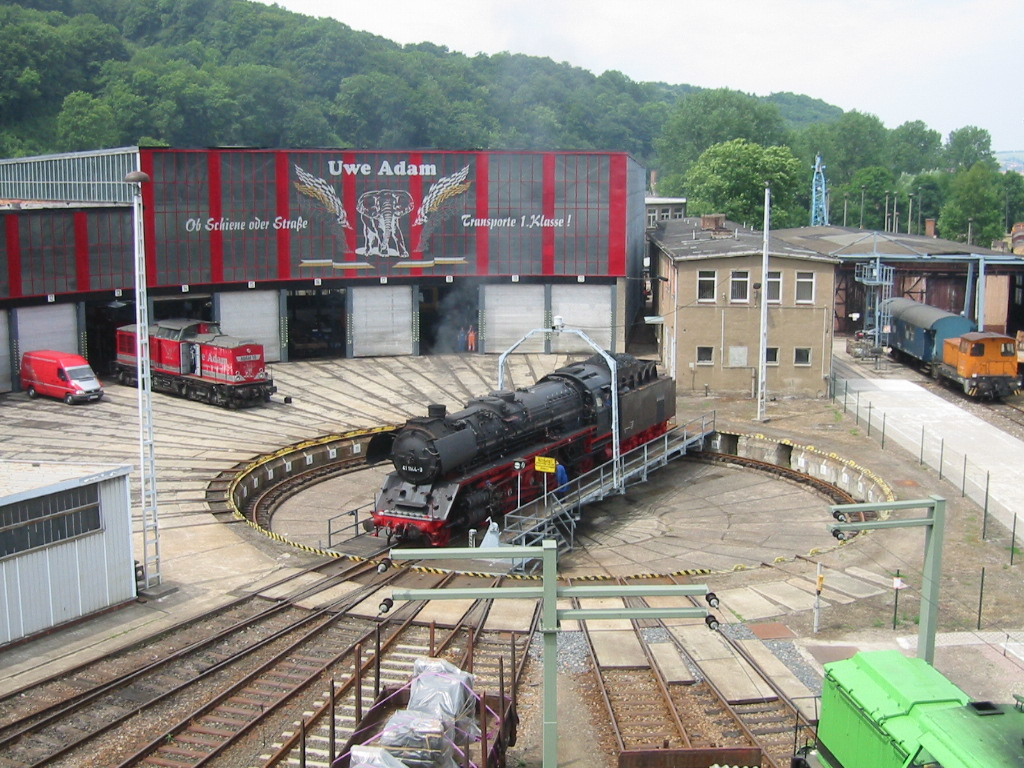
Depot Eisenach in Duitsland

Een depot is een plaats waar vervoermiddelen, met name treinen, trams en bussen, worden gestald en onderhouden. Depots zijn meestal overdekt. Met name toen er nog stoomlocomotieven reden, waren er veel spoorwegdepots, omdat deze locomotieven erg onderhoudsintensief zijn. Bij bussen spreekt men vaak ook over een garage, bij trams over een remise of stelplaats.
In Nederland kennen de spoorwegen geen echte depots meer: moderne locomotieven en treinstellen hebben veel minder onderhoud nodig en worden alleen incidenteel voor onderhoud of een reparatie naar een werkplaats overgebracht. Wanneer locomotieven of treinstellen niet in gebruik zijn, worden ze meestal op een opstelterrein geplaatst.